# Algodão de Jandaíra
Algodão de Jandaíra là một đô thị thuộc bang Paraíba, Brasil. Đô thị này có diện tích 220,246 km², dân số năm 2007 là 2385 người, mật độ 10,8 người/km².